# Городецкий, Лев Рафаилович
Лев Рафаилович Городецкий (2 мая 1947, Москва) — советский и российский филолог, лингвист, семасиолог, гебраист, преподаватель иврита и арамейского языка, переводчик, главный редактор и издатель серии «Вавилонский Талмуд на русском», продолжатель дела Н. А. Переферковича, специалист по творчеству О. Э. Мандельштама.

## Биография
Лев Городецкий родился 2 мая 1947 г. в Москве.
С 1964 г. по 1970 г. учился на механико-математическом факультете МГУ, но потом становится кандидатом филологических наук и докторантом Института высших гуманитарных исследований РГГУ.
В 1989 г. основал сионистскую организацию «Иргун циони».
Старший преподаватель в РГГУ с 1994 г., участник семинаров «Актуальные проблемы иудаики» в Учебно-научном центре библеистики и иудаики РГГУ. В 1994—2007 гг. преподавал современный иврит, библейский иврит и арамейский язык Талмуда в РГГУ.
Исследует области поэтической семантики и семантики текстов Вавилонского Талмуда. В течение ряда лет вел мандельштамоведческий семинар в РГГУ, опубликовал несколько монографий и статей о лингвопоэтике и языковой картине мира О. Э. Мандельштама. В своих трудах Городецкий использует новые, разработанные им самим техники анализа текста. Так, в книге «Пульса ди-нура Осипа Мандельштама» (2018) Городецкий дает подробный лингвистический анализ «темных мест» в тексте известной Эпиграммы Мандельштама, направленной против Сталина. Автор прослеживает «эсеровский» и «еврейский традиционный» генезис этой самоубийственной атаки на укрепляющегося диктатора.
В 2004 г. Л. Городецкий вместе с другими сотрудниками и выпускниками Центра библеистики и иудаики РГГУ создал издательство «Таргум» (г. Москва), которое приступило к изданию перевода Вавилонского Талмуда на русский язык.
В 2021 г. при Отделе истории и культуры Древнего Востока Института востоковедения РАН был создан Центр изучения Талмуда, после чего работа над проектом перешла в академические рамки. К сентябрю 2022 г. группой специалистов в Москве и Иерусалиме под руководством Л. Городецкого выпущено в свет 15 томов Вавилонского Талмуда на русском языке.
Первые семь томов — это репринтное переиздание (републикация) Талмуда начала XX в. в переводе Н. А. Переферковича в современной русской орфографии, с примечаниями и исправлением опечаток. Восьмой том — переработанное издание Гемары трактата «Берахот», который Переферкович успел перевести и опубликовать, после чего работа по переводу Талмуда на русский язык надолго остановилась. Группа ученых-исследователей под началом главного редактора издательства «Таргум» Л. Городецкого продолжила дело Переферковича.
К 2019 г. были переведены на русский язык части Гемары — трактаты «Шаббат», «Эрувин» и «Песахим», в 2022 г. закончен перевод и выпущен в свет трактат «Йома», продолжаются переводы других трактатов. В новые тома серии «Вавилонский Талмуд на русском» также вошли справочные материалы и известные труды Н. А. Переферковича «Талмуд: его история и содержание» и «Что такое Шульхан-Арух?».
Помимо Вавилонского Талмуда под руководством Л. Городецкого на русский язык было переведено и впервые опубликовано без сокращений руководство по соблюдению предписаний иудейской религии «Киццур Шульхан Арух», составленное в середине XIX века «главным раввином» Ужгорода С. Ганцфридом для ашкеназов, ранее доступное только студентам соответствующих иешив. Городецкий придерживается той позиции, что переводы и публикации священных для религиозных евреев книг необходимы, чтобы преодолеть всё ещё имеющее место взаимное неприятие между иудейской и христианской цивилизациями, и являются чем-то вроде дружелюбного «открывания дверей» в дом для гостей.

## Избранные труды и переводы
1. Городецкий Л. Р. Текст и мир на листе Мёбиуса: языковая геометрия Осипа Мандельштама vs. еврейская цивилизация. — М.: Таргум, 2008. — 344 с.
2. Городецкий Л. Р. Квантовые смыслы Осипа Мандельштама: семантика взрыва и аппарата иноязычных интерференций. — М.: Таргум, 2012. — 416 с.[4]
3. Городецкий Л. Р. «Двурушник я, с двойной душой». «Грифельная ода» как манифест «ухода» Осипа Мандельштама от русской языковой картины мира // Вопросы литературы. — 2009. — № 5. — С.152-166.
4. Городецкий Л. Р. У ZEITungen в плену: Осип Мандельштам и язык советской прессы // Вопросы литературы. — 2012. — № 2. — С.433-442.
5. Городецкий Л. Р. Текст Мандельштама в сопоставлении с традиционным еврейским дискурсом // Вестник Пермского университета. Сер.: Российская и зарубежная филология. — 2010. — Вып. 4. — С.145-155.[5]
6. Городецкий Л. Р. Россия, Кама, Лорелея…: к дешифровке «темных мест» в воронежских «Стансах» Мандельштама // Вестник Пермского университета. Сер.: Российская и зарубежная филология. — 2010. — Вып. 5. — С.140-145.[6]
7. Городецкий Л. Р. Пульса ди-нура Осипа Мандельштама: последний террорист БО. — М.: Таргум, 2018. — 160 с.
8. Ганцфрид Ш. Киццур Шульхан Арух (полный текст) / пер. с иврита под ред. Л. Городецкого. — М.: Таргум, 2006. — 592 с. (2-е издание этой книги вышло в свет в 2012 г.)
9. Талмуд. Т. 1: Мишна и Тосефта (Кн. 1-2) / ред. Л. Городецкий; критич. пер. Н. Переферкович. — М.: Издатель Л. Городецкий, 2006. — 432 с.
10. Талмуд. Т. 2: Мишна и Тосефта (Кн. 3-4) / ред. Л. Городецкий; критич. пер. Н. Переферкович. — М.: Издатель Л. Городецкий, 2007. — 544 с.
11. Талмуд. Т. 3: Мишна и Тосефта (Кн. 5-6) / ред. Л. Городецкий; критич. пер. Н. Переферкович. — М.: Издатель Л. Городецкий, 2007. — 432 с.
12. Талмуд. Т. 4: Мишна и Тосефта (Кн. 7-8) / ред. Л. Городецкий; критич. пер. Н. Переферкович. — М.: Издатель Л. Городецкий, 2007. — 656 с.
13. Талмуд. Т. 5: Мишна и Тосефта (Кн. 9-10) / ред. Л. Городецкий; критич. пер. Н. Переферкович. — М.: Издатель Л. Городецкий, 2007. — 432 с.
14. Талмуд. Т. 6: Мишна и Тосефта (Кн. 11-12) / ред. Л. Городецкий; критич. пер. Н. Переферкович. — М.: Издатель Л. Городецкий, 2007. — 656 с.
15. Талмуд. Т. 7: Мидраш (Мехильта и Сифра) / ред. Л. Городецкий; критич. пер. Н. Переферкович. — М.: Издатель Л. Городецкий, 2009. — 744 с.
16. Талмуд. Том дополнительный: общие сведения / ред. Л. Городецкий. — М.: Издатель Л. Городецкий, 2010. — 536 с. (включает работы Н. Переферковича и справочный аппарат)
17. Талмуд. Т. 8: Гемара (Трактат Берахот) / ред. Л. Городецкий; пер. Н. Переферкович, переработ. — М.: Издатель Л. Городецкий, 2011. — 512 с.
18. Талмуд. Т. 9: Гемара (Трактат Шаббат. Гл. 1-7) / ред. Л. Городецкий; пер.: М. Левинов, Г. Канторович, Л. Городецкий, С. Бабкина, Д. Карпов, А. Лявданский. — М.: Издатель Л. Городецкий, 2012. — 544 с.
19. Талмуд. Т. 10: Гемара (Трактат Шаббат. Гл. 8-24) / ред. Л. Городецкий; пер. и коммент.: Г. Канторович, М. Левинов, С. Бабкина, М. Калинин, А. Лявданский, Л. Городецкий. — М.: Издатель Л. Городецкий, 2013. — 640 с.
20. Талмуд. Т. 11: Гемара (Трактат Эрувин) / ред. Л. Городецкий; пер.: М. Левинов, Г. Хаймович, Я. Синичкин, Л. Городецкий, С. Бабкина, Е. Гаврилова. — М.: Издатель Л. Городецкий, 2016. — 720 с.
21. Талмуд. Т. 12: Гемара (Трактат Песахим. Гл. 1-5) / ред. Л. Городецкий; пер. и коммент.: М. Левинов, Я. Синичкин, Л. Городецкий. — М.: Издатель Л. Городецкий, 2018. — 560 с.
22. Талмуд. Т. 13: Гемара (Трактат Песахим. Гл. 6-10) / ред. Л. Городецкий; пер. и коммент.: М. Левинов, Я. Синичкин, Л. Городецкий. — М.: Издатель Л. Городецкий, 2019. — 568 с.
23. Талмуд. Т. 14: Гемара (Трактат Йома) / ред. Л. Городецкий; пер. и коммент.: М. Левинов, Я. Синичкин, Л. Городецкий, У. Гершович, А. Лукашевич, Л. Дрейер, М. Липкин, И. Туров. — М.: Издатель Л. Городецкий, 2022. — 720 с.
24. Талмуд. Т. 15: Гемара (Трактаты Сукка и Бейца) / ред. Л. Городецкий; пер. и коммент.: М. Левинов, Л. Городецкий, А. Лукашевич, Н. Шурман, М. Липкин, С. Лексанова. — М.: Издатель Л. Городецкий, 2024. — 704 с.